# Aleksej Maklakov

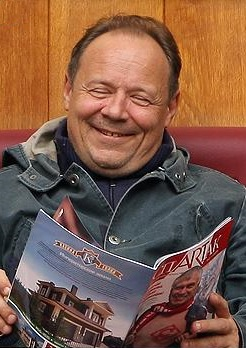
Aleksey Maklakov nel 2011

Aleksej Konstantinovič Maklakov (in russo Алексе́й Константи́нович Маклако́в?; Novosibirsk, 6 gennaio 1962) è un attore e cantante russo. È noto per il ruolo di Praporshchik Shmatko nella serie tv Soldiers e nel ruolo di Fyodor Prokopenko in Major Grom - Il medico della peste.

## Biografia
Aleksej Maklakov è nato a Mosca il 6 gennaio 1962. Si sa molto poco sul periodo della prima infanzia dell'attore.
Insieme alla madre, si sono trasferiti a Novosibirsk. Lì la madre di Alexey ha trovato un lavoro come bibliotecaria e ha cercato di nutrire se stessa e suo figlio per un piccolo stipendio. La madre lo portava spesso con sé in biblioteca. Era in grado di infondere in lui un grande amore per la lettura e i libri. Forse fu proprio questo a giocare un ruolo decisivo in quanto Alexey fin da piccolo sentì l'impulso di ricoprire ruoli diversi e provare gli eroi per se stesso.

## Carriera
Fino al 1980, Maklakov ha studiato alla scuola numero 43, ha partecipato a tutti i discorsi del gruppo amatoriale della scuola. Dopo essersi diplomato dal giovane fin dalla prima volta, è entrato alla scuola di teatro di Novosibirsk nel dipartimento di recitazione. Più tardi, nel 2003, questa scuola è diventata un'istituzione statale. Dopo aver conseguito un diploma universitario, il giovane attore ha ottenuto un lavoro lavorando per la prima volta su Radio "Uniton", e poi ha recitato in ruoli periodici al Teatro Novosibirsk "Red Torch"
Il punto di svolta nella vita di Aleksej arrivò nel 1996. Poi si trasferì di nuovo a Mosca, dove iniziò la sua carriera di attore ad un livello superiore. Riuscì a entrare nella troupe principale del teatro Majakovskij, in cui recitava molti ruoli. Hanno incluso: Mervin in "Love Synthesizer", Krasavin in "Children of Vanyushin", Berlioz, Hippopotamus in "The Master and Margarita", Brown in "Enters a Free Man" e altri.

### Svolta
Il ruolo nel film "Hello, baby" è diventato fatale per Aleksej. Il film stesso, e in particolare il personaggio minore, non era molto ricordato dal pubblico, ma attirò l'attenzione del regista Timur Bekmambetov. Dopo qualche tempo, ha iniziato a girare il film "Night Watch". Per il ruolo del mago pilota, Semyon Bekmambetov ha chiamato esattamente Maklakov. Un attore inesperto dubitava ed era anche un po' 'spaventato di accettare un ruolo così insolito, tuttavia, un ex collega alla radio lo convinse a provare e credere in se stesso. E alla fine, Aleksej ha brillantemente interpretato il suo ruolo. In seguito, l'intero cast in una sola voce ha raccontato quanto Maklakov si sia avvicinato con professionalità e responsabilità al suo primo film importante. Questo ha dato i suoi frutti, perché da quel momento in poi l'attore ha versato massicciamente proposte per la parte.
Subito dopo la fine di "Night Watch" iniziarono le riprese nella serie "Soldati". Aleksej è stato assegnato, probabilmente, a uno dei ruoli più vividi e memorabili nel film l'ensign Shmatko. Durante tutte le stagioni di questa serie, il cast è cambiato radicalmente, ma il guardiamarina è sempre rimasto lo stesso. Questo è il ruolo più brillante e "protagonista" dell'attore, dopo di che è diventato non solo popolare, ma un favorito nazionale. È l'incarnazione di fascino, senso dell'umorismo, intraprendenza, astuzia. Gli spettatori hanno visto in lui le caratteristiche dei loro amici e colleghi, e talvolta anche i loro. A causa del fatto che l'eroe Aleksej Maklakov non era né brillantemente negativo, né di carattere estremamente positivo, i fan lo hanno sperimentato e capito, perché in ogni persona c'è un lato oscuro e luminoso. E anche se lo stesso Maklakov ammette di non aver avuto l'esperienza dell'esercito duro della vita di tutti i giorni, è diventato impeccabile nel suo ruolo.

### Carriera musicale
Nel 2007, Aleksej ha dimostrato dal suo esempio personale che le persone di talento hanno talento in tutto. Gli spettatori televisivi e i fan hanno visto il loro animale domestico non solo come un comico, ma anche come cantante. Quattro anni dopo l'uscita del suo album di debutto, E-Moy, Maklakov ritagliò un po' il suo programma di riprese e andò in tour. Ai suoi concerti regna sempre un'atmosfera rilassata, leggera e calda. Le sue canzoni in stile "light chanson" sull'amore e sulla vita conquistano il pubblico, anche se il cantante stesso spesso pecca con il fonogramma e le note non sempre cadono.

## Vita privata
La prima fidanzata di Aleksej fu Tatiana, una studentessa della stessa istituzione educativa. Era un anno più giovane del suo fidanzato, ma riuscì a conquistare il suo cuore. Aleksej la chiamava la sua consorte. Tuttavia, la felicità dei fidanzati non durò a lungo, perché presto andarono in direzioni diverse.
È stato sposato tre volte, la prima con Olga Belokobylskaya, conosciuta in una festa. la seconda con Maria Karhotkina la sua manager, la terza è ultima con Anna Romantsev con cui ha avuto una figlia Irina nata nel 2012.

## Filmografia

### Cinema
- Moloch (Молох) regia di Alexander Sokurov (1999)
- Kamensakya: Death for the Sake of Death (Каменская: Смерть ради смерти) (2000)
- Hello, Little Boy! (Привет, Малыш!) (2001)
- Gragdanin nachalnik (Гражданин начальник) (2001)
- Two Fates (Две судьбы) (2002)
- Azazel (АзаZель) regia di Aleksandr Adabashyan (2002)
- I guardiani della notte (Ночной дозор) regia di Timur Bekmambetov (2004)
- Ironheads (Парни из стали) (2004)
- Viola Tarakanova (Виола Тараканова) (2004)
- Apocrypha: Music for Peter and Paul (Апокриф: Музыка для Петра и Павла) (2004)
- Penal battalion (Штрафбат) (2004)
- Time to Gather Stones (Время собирать камни) (2005)
- Don't Forget (Не забывай) (2005)
- Women bankers (Банкирши) (2005)
- Day Watch (Дневной дозор) regia di Timur Bekmambetov (2006)
- Women's Job with Deadly Risk (Женская работа с риском для жизни) (2006)
- Let's Be Familiar (Будем на ты) (2006)
- Queen's First Rule (Первое правило королевы) (2006)
- The Gromovs (Громовы) (2006)
- Officers (Офицеры) regia di Vladimir Rogovoy (2006)
- Dead, Alive, Dangerous (Мёртвый. Живой. Опасный.) (2006)
- Old Friend (Старая подруга) (2006)
- All frankly (Всё по-честному) (2007)
- Merciful (Милосердный) (2007)
- Platinum (Платина) (2007)
- Praporshchik Shmatko, or "Yo-moyo" (Прапорщик Шматко, или "Ё-моё") (2007)
- Stupid Fat Hare (Тупой жирный заяц) (2007)
- Step by Step (Шаг за шагом) (2007)
- City of Brides (Город невест) (2008)
- Love yoke (Иго любви) (2008)
- After Life (После жизни) (2008)
- Major Grom - Il medico della peste (Майор Гром: Чумной Доктор) regia di Oleg Trofim (2021)

### Serie televisive
- Yesenin (Есенин) - serie TV, 11 episodi (2005)
- Soldiers (Солдаты) - serie TV, (2004)

## Doppiatori italiani
Nelle versioni in italiano delle opere in cui ha recitato, Aleksej Maklakov è stato doppiato da:
- Luca Biagini in Major Grom - Il medico della peste